# San Francisco 49ers 2022
La stagione 2022 dei San Francisco 49ers è stata la 73ª della franchigia nella National Football League, la sesta con Kyle Shanahan come capo-allenatore.
Dopo una partenza lenta, con alcuni infortuni degni di nota come quello al quarterback titolare Trey Lance, e una record di 3–4 dopo la settimana di pausa, i 49ers ebbero una striscia di dieci vittorie consecutive, anche grazie all'arrivo del running back Christian McCaffrey dai Carolina Panthers. La squadra migliorò il suo bilancio di 10–7 della stagione precedente dopo una vittoria nella settimana 16 contro i Washington Commanders. Nel turno precedente, con una vittoria sui Seattle Seahawks, la squadra si era assicurata il titolo di division per la prima volta dal 2019. I 49ers vinsero tutte le gare all'interno della NFC West per la prima volta dal 1997, battendo i Seahawks in entrambi gli incontri della stagione regolare per la prima volta dal 2011. Con una vittoria sugli stessi Seahawks per 41–23 nel turno delle wild card, la squadra si qualificò per il divisional round dove batté i Dallas Cowboys 19–12, superandoli nei playoff per il secondo anno consecutivo. San Francisco fu eliminata nella finale della NFC dai Philadelphia Eagles per 31–7, una gara che vide gli infortuni dei quarterback Brock Purdy e Josh Johnson, che a loro volta sostituivano Trey Lance e Jimmy Garoppolo, infortunati in precedenza.
Questa stagione vide l'emergere del quarterback Brock Purdy, ultima scelta assoluta del Draft NFL 2022, che chiuse vincendo tutte le ultime cinque gare della stagione regolare e due di playoff. I 49ers furono una squadra ben bilanciata e dominarono sia in attacco che in difesa. In attacco ebbero 365 yard guadagnate a partita, quinti nella lega, mentre furono sesti in punti segnati con 26,5 di media. In difesa furono ancora più dominanti, terminando al primo posto per yard concesse (306 a partita) e punti subiti (16,3 a partita). Inoltre guidarono la NFL con un margine di +13 tra palloni guadagnati e persi, che incluse 20 intercetti e 10 fumble recuperati. A testimonianza di tale dominio, il defensive end Nick Bosa fu premiato come miglior difensore dell'anno della NFL dopo avere guidato la lega con 18,5 sack.

## Scelte nel Draft 2022
| Scelte dei 49ers nel Draft 2022 |        |                     |       |            |
| Giro                            | Scelta | Giocatore           | Ruolo | College    |
| 2                               | 61     | Drake Jackson       | DE    | USC        |
| 3                               | 93     | Tyrion Davis-Price  | RB    | LSU        |
| 3                               | 105    | Danny Gray          | WR    | SMU        |
| 4                               | 134    | Spencer Burford     | OT    | UTSA       |
| 5                               | 172    | Samuel Womack       | CB    | Toledo     |
| 6                               | 187    | Nick Zakelj         | OT    | Fordham    |
| 6                               | 220    | Kalia Davis         | DT    | UCF        |
| 6                               | 221    | Tariq Castro-Fields | CB    | Penn State |
| 7                               | 262    | Brock Purdy         | QB    | Iowa State |

## Staff
| Staff dei San Francisco 49ers nel 2022 |
| --- |
| Organi dirigenziali - Co-chairmen – John e Denise DeBartolo York - Chief executive officer – Jed York - Presidente – Al Guido - Chief administrative officer e consulente generale - Hanna Gordon - General manager – John Lynch - Assistente general manager – Adam Peters - Vice presidente esecutivo delle operazioni del football – Paraag Marathe - Vice presidente e consulente senior – Keena Turner - Vice presidente del personale dei giocatori - Ethan Waugh - Direttore del personale dei giocatori – Ran Carthon - Direttore del personale professionistico – R.J. Gillen - Direttore degli osservatori del college – Tariq Ahmad - Vice presidente dell'amministrazione del football – Brian Hampton Capo allenatore - Capo-allenatore – Kyle Shanahan - Capo dello staff degli allenatori – Nick Kray - Assistente capo-all./running back – Anthony Lynn Altri allenatori - Preparatore atletico – Dustin Perry - Assistente p.a. – Aaron Hill - Assistente p.a. – Mike Nicolini - Monitoraggio delle prestazioni – Shea Thompson Allenatori dell'attacco - Coordinatore gioco sui passaggi – Bobby Slowik - Quarterback – Brian Griese - Assistente quarterback – Klay Kubiak - Wide receiver – Leonard Hankerson - Tight end – Brian Fleury - Offensive line/gioco sulle corse – Chris Foerster - Assistente offensive line – James Cregg - Assistente offensive line – Joe Graves - Controllo qualità attacco – Asauni Rufus - Controllo qualità attacco – Deuce Schwartz Allenatori della difesa - Coordinatore difensivo – DeMeco Ryans - Defensive line – Kris Kocurek - Assistente defensive line – Darryl Tapp - Linebacker – Johnny Holland - Gioco sui passaggi/secondary – Cory Undlin - Safety – Daniel Bullocks - Controllo qualità difesa – Stephen Adegoke - Controllo qualità difesa – Andrew Hayes-Stoker - Assistente difesa – Nick Sorensen Allenatori dello special team - Coordinatore special team – Brian Schneider - Assistente special team – Matthew Harper - Controllo qualità special team – August Mangin |

## Roster
| Roster dei San Francisco 49ers nel 2022 |
| --- |
| Quarterback - 10 Jimmy Garoppolo - 13 Brock Purdy Running Back - 32 Tyrion Davis-Price - 44 Kyle Juszczyk FB - 24 Jordan Mason - 23 Marlon Mack - 22 Jeff Wilson Wide Receiver - 11 Brandon Aiyuk - 6 Danny Gray - 15 Jauan Jennings - 3 Ray-Ray McCloud - 19 Deebo Samuel Tight End - 82 Ross Dwelley - 85 George Kittle - 81 Tyler Kroft - 89 Charlie Woerner Offensive Linemen - 65 Aaron Banks G - 64 Jake Brendel C - 60 Daniel Brunskill G - 74 Spencer Burford G - 62 Blake Hance G - 69 Mike McGlinchey T - 68 Colton McKivitz T - 76 Jaylon Moore T - 71 Trent Williams T - 63 Nick Zakelj G Defensive Linemen - 91 Arik Armstead DE - 97 Nick Bosa DE - 56 Samson Ebukam DE - 90 Kevin Givens DT - 92 Kerry Hyder DE - 95 Drake Jackson DE - 99 Javon Kinlaw DT - 94 Charles Omenihu DE - 98 Hassan Ridgeway DT - 53 Kemoko Turay DE Linebacker - 51 Azeez Al-Shaair OLB - 48 Oren Burks OLB - 45 Demetrius Flannigan-Fowles OLB - 23 Dre Greenlaw OLB - 54 Fred Warner MLB Defensive Back - 31 Tashaun Gipson FS - 29 Talanoa Hufanga SS - 38 Deommodore Lenoir CB - 33 Tarvarius Moore SS - 4 Emmanuel Moseley CB - 30 George Odum SS - 20 Ambry Thomas CB - 7 Charvarius Ward CB - 26 Samuel Womack CB Special Team - 9 Robbie Gould K - 46 Taybor Pepper LS - 18 Mitch Wishnowsky P Lista delle riserve - 93 Kalia Davis DT (NF-Inj.) - 96 Maurice Hurst Jr. DT (IR) - -- Jordan Matthews TE (IR) - 25 Elijah Mitchell RB (IR) - 59 Curtis Robinson OLB (IR) - 1 Jimmie Ward FS (IR) - 75 Jordan Willis DE (IR) - 2 Jason Verrett CB (PUP) - 5 Trey Lance QB (IR) Squadra di allenamento - 58 Alex Barrett DE - 88 Troy Fumagalli TE - 77 Alfredo Gutiérrez T - 41 Tayler Hawkins SS - 67 Keith Ismael C - 47 Buddy Johnson ILB - 27 Dontae Johnson CB - 43 Qwuantrezz Knight CB - 14 Tay Martin WR - 40 Marcelino McCrary-Ball MLB - 62 Jason Poe G - 83 Willie Snead WR - -- Kurt Benkert QB - 55 Akeem Spence DT - 17 Malik Turner WR - 35 Kary Vincent Jr. CB - 78 Leroy Watson T 53 attivi, 8 inattivi, 16 nella squadra di allenamento |
| Legenda - I rookie sono in corsivo. - Il primo ruolo è il principale mentre gli eventuali successivi indicano i ruoli secondari. - (IR) sta per Injured Reserve ed indica la lista ristretta per un solo giocatore infortunato che può tornare ad allenarsi dopo la settimana 6 e a rientrare in prima squadra dopo che questa ha giocato 8 partite. - (NF-Inj.) / (NF-Ill.) stanno rispettivamente per Non-Football Injured e Non-Football Illness ed indicano le liste dove viene inserito un giocatore che ha un infortunio o una malattia non dipendente dal football americano. - (PUP) sta per Physically Unable to Perform ed indica la lista dove viene inserito un giocatore mentre è in attesa di recuperare la condizione fisica. Nella stagione regolare dopo la sesta partita giocata dalla propria squadra, il giocatore ha tempo tre settimane per riprendere ad allenarsi, più tre settimane aggiuntive dal suo rientro agli allenamenti per rientrare in prima squadra. |

## Precampionato
Il 12 maggio 2022 sono state annunciate le partite dei 49ers nel precampionato.
| Precampionato |                |                     |           |        |                   |         |
| Settimana     | Data           | Avversario          | Risultato | Record | Stadio            | Sintesi |
| 1             | 12 agosto 2022 | Green Bay Packers   | V 28-21   | 1-0    | Levi's Stadium    | Sintesi |
| 2             | 20 agosto 2022 | @ Minnesota Vikings | V 17-7    | 2-0    | U.S. Bank Stadium | Sintesi |
| 3             | 25 agosto 2022 | @ Houston Texans    | S 0-17    | 2-1    | NRG Stadium       | Sintesi |

## Stagione regolare

### Calendario
Il calendario della stagione regolare è stato annunciato il 12 maggio 2022. Il gruppo degli avversari, stabiliti sulla base delle rotazioni previste dalla NFL per gli accoppiamenti tra le division nonché dai piazzamenti ottenuti nella stagione precedente, fu giudicato come il 5º più duro da affrontare tra tutti quelli della stagione 2022.
| Stagione regolare |                   |                          |               |        |                            |         |
| Settimana         | Data              | Avversario               | Risultato     | Record | Stadio                     | Sintesi |
| 1                 | 11 settembre 2022 | @ Chicago Bears          | S 10-19       | 0-1    | Soldier Field              | Sintesi |
| 2                 | 18 settembre 2022 | Seattle Seahawks         | V 27-7        | 1-1    | Levi's Stadium             | Sintesi |
| 3                 | 25 settembre 2022 | @ Denver Broncos         | S 10-11       | 1-2    | Empower Field at Mile High | Sintesi |
| 4                 | 3 ottobre 2022    | Los Angeles Rams (M)     | V 24-9        | 2-2    | Levi's Stadium             | Sintesi |
| 5                 | 10 ottobre 2022   | @ Carolina Panthers      | V 37-15       | 3-2    | Bank of America Stadium    | Sintesi |
| 6                 | 16 ottobre 2022   | @ Atlanta Falcons        | S 14-28       | 3-3    | Mercedes-Benz Stadium      | Sintesi |
| 7                 | 23 ottobre 2022   | Kansas City Chiefs       | S 23-44       | 3-4    | Levi's Stadium             | Sintesi |
| 8                 | 30 ottobre 2022   | @ Los Angeles Rams       | V 31-14       | 4-4    | SoFi Stadium               | Sintesi |
| 9                 | Riposo            | Riposo                   | Riposo        | Riposo | Riposo                     | Riposo  |
| 10                | 13 novembre 2022  | Los Angeles Chargers     | V 22-16       | 5-4    | Levi's Stadium             | Sintesi |
| 11                | 21 novembre 2022  | @ Arizona Cardinanls (I) | V 38-10       | 6-4    | Stadio Azteca              | Sintesi |
| 12                | 27 novembre 2022  | New Orleans Saints       | V 13-0        | 7-4    | Levi's Stadium             | Sintesi |
| 13                | 4 dicembre 2022   | Miami Dolphins           | V 33-17       | 8-4    | Levi's Stadium             | Sintesi |
| 14                | 11 dicembre 2022  | Tampa Bay Buccaneers     | V 35-7        | 9-4    | Levi's Stadium             | Sintesi |
| 15                | 15 dicembre 2022  | @ Seattle Seahawks (T)   | V 21-13       | 10-4   | Lumen Field                | Sintesi |
| 16                | 24 dicembre 2022  | Washington Commanders    | V 37-20       | 11-4   | Levi's Stadium             | Sintesi |
| 17                | 1º gennaio 2023   | @ Las Vegas Raiders      | V 37-34 (DTS) | 12-4   | Allegiant Stadium          | Sintesi |
| 18                | 8 gennaio 2023    | Arizona Cardinals        | V 38-13       | 13-4   | Levi's Stadium             | Sintesi |

Note:
- Gli avversari della propria division sono in grassetto.
- Il simbolo "@" indica una partita giocata in trasferta.
- (M) indica il Monday Night Football, (T) il Thursday Night Football', (S) il Sunday Night Football e (I) le International Series.

## Play-off
Al termine della stagione regolare i 49ers arrivarono primi nella NFC West con un record di 13 vittorie e 4 sconfitte, qualificandosi ai play-off con il seed 2.
| Play-off         |                 |                           |           |        |                         |         |
| Turno            | Data            | Avversario (seed)         | Risultato | Record | Stadio                  | Sintesi |
| Wild Card        | 14 gennaio 2023 | Seattle Seahawks (7)      | V 41-23   | 1-0    | Levi's Stadium          | Sintesi |
| Divisional       | 22 gennaio 2023 | Dallas Cowboys (5)        | V 19-12   | 2-0    | Levi's Stadium          | Sintesi |
| NFC Championship | 29 gennaio 2023 | @ Philadelphia Eagles (1) | S 7-31    | 2-1    | Lincoln Financial Field | Sintesi |

## Premi
- Nick Bosa:

difensore dell'anno

### Premi settimanali e mensili
- Mitch Wishnowsky:

giocatore degli special team della NFC del mese di settembre
- Christian McCaffrey:

giocatore offensivo della NFC della settimana 8
running back della settimana 14
giocatore offensivo della NFC del mese di dicembre e gennaio
- Nick Bosa:

difensore della NFC del mese di novembre
difensore della NFC della settimana 13
difensore della NFC della settimana 16
- Brock Purdy:

rookie della settimana 16
rookie offensivo del mese di dicembre e gennaio
rookie della settimana 18